# هينتيريغ
هينتيريغ (بالإنجليزية: Hinteregg)‏ هو أحد جبال سلسلة جبال الألب بليسور وجزء من القمة الأم شيستينستاين يقع في كانتون غراوبوندن، سويسرا. يبلغ ارتفاع الجبل حوالي 2396 متر، بينما يبلغ ارتفاع نتوء الجبل 163 متر.